# Байдаківський мікрорайон
Байдаківський мікрорайон, Байдаківка (до 2016 — Жовтневий мікрорайон) — житловий масив міста Олександрія, колишнє селище міського типу Октябрське (Бурвугілля).

## Розташування
Байдаківський мікрорайон знаходиться на правому березі Інгульця. Він є найбільш відокремленим житловим масивом міста і не межує безпосередньо з іншими заселеними місцевостями. Колишнє селище розташовується на узвишші, з півночі воно обмежене водоймою Перемозького водосховища, на півдні знаходяться дачні масиви та промислова зона, більшість підприємств якої припинили роботу, а раніше входили до складу холдингу «Олександріявугілля». Також на південь розташовується колишній Байдаківський буровугільний розріз, перетворений на штучне озеро.
На заході Байдаківський сполучається дорогою з автотрасою 1205, на сході з району є виїзд на магістральну вулицю Гетьмана Мазепи.

## Історія
Селище виникло у другій половині 1940-их років як робітниче поселення у зв'язку з інтенсивним розвитком буровугільної промисловості. Багато підприємств, такі як Олександрійська ТЕЦ 1-2, Байдаківська брикетна фабрика, Байдаківський вугільний розріз, знаходилися безпосередньо поруч із ним.
Перші пару років свого існування селище називалося Бурвугілля, згодом було перейменоване на Октябрське.
Селище отримало статус смт 1949 року, водночас воно підпорядковувалося Олександрійській міській раді.
У 1967 році разом із Новополипівкою приєднане до Олександрії.
19 лютого 2016 року в рамках процесу декомунізації, мікрорайон Жовтневий було перейменовано на Байдаківський мікрорайон, за назвою першого на Олександрійщині, Байдаківського буровугільного розрізу, що знаходиться поруч.
.

## Опис
Забудова переважно приватна малоповерхова. Центр розташовується в західній частині, тут знаходиться декілька багатоповерхових житлових будинків та гуртожитків, школа І-ІІ ступенів № 7, Професійно-технічне училище № 33, дитячий садок-ясла № 7, Олександрійська психіатрична лікарня, Олександрійський благодійний центр соціальної реабілітації наркоманів та алкоголіків «Ковчег», що займає будівлю колишнього дитячого садка, пожежна частина, кілька крамниць. Частина мікрорайону починаючи з вулиці Євгена Чикаленка й східніше, що частково відділена від решти масиву балкою зі струмком, має в народі назву Прохладна.
|                 |  |                                  |  |
| Пожежна частина |  | Професійно-технічне училище № 33 |  |
|                 |  |                                  |  |
| Крамниця        |  | Центр реабілітації «Ковчег»      |  |